# Fornborg
Fornborg är en kategori av fornlämningar i Norden som utgör en befäst anläggning från förhistorisk tid eller tidig medeltid. Under förhistorisk tid är fornborgens försvarsfunktion omdiskuterad. 

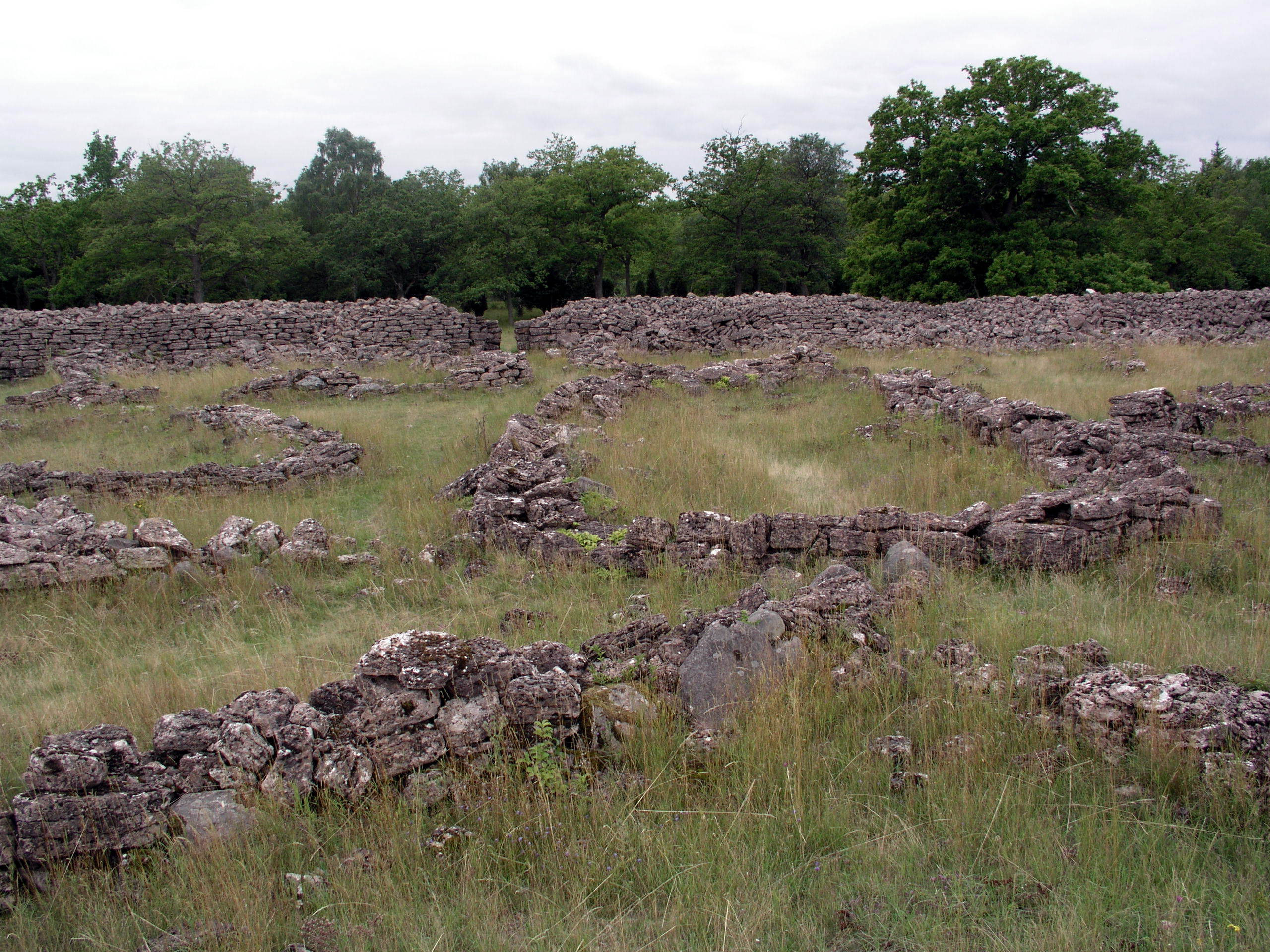
Ismantorps fornborg på Öland

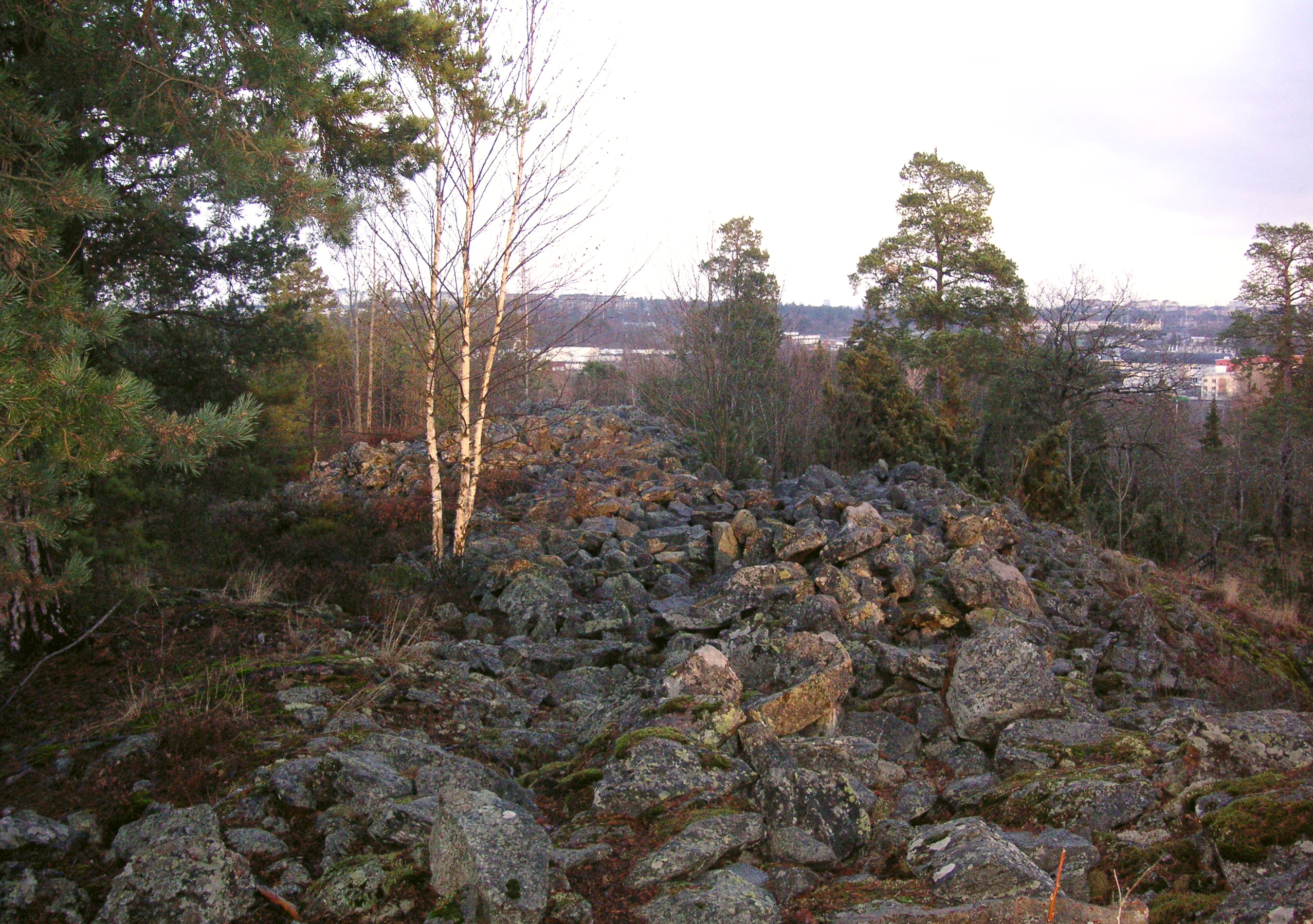
Skansberget i Huddinge kommun

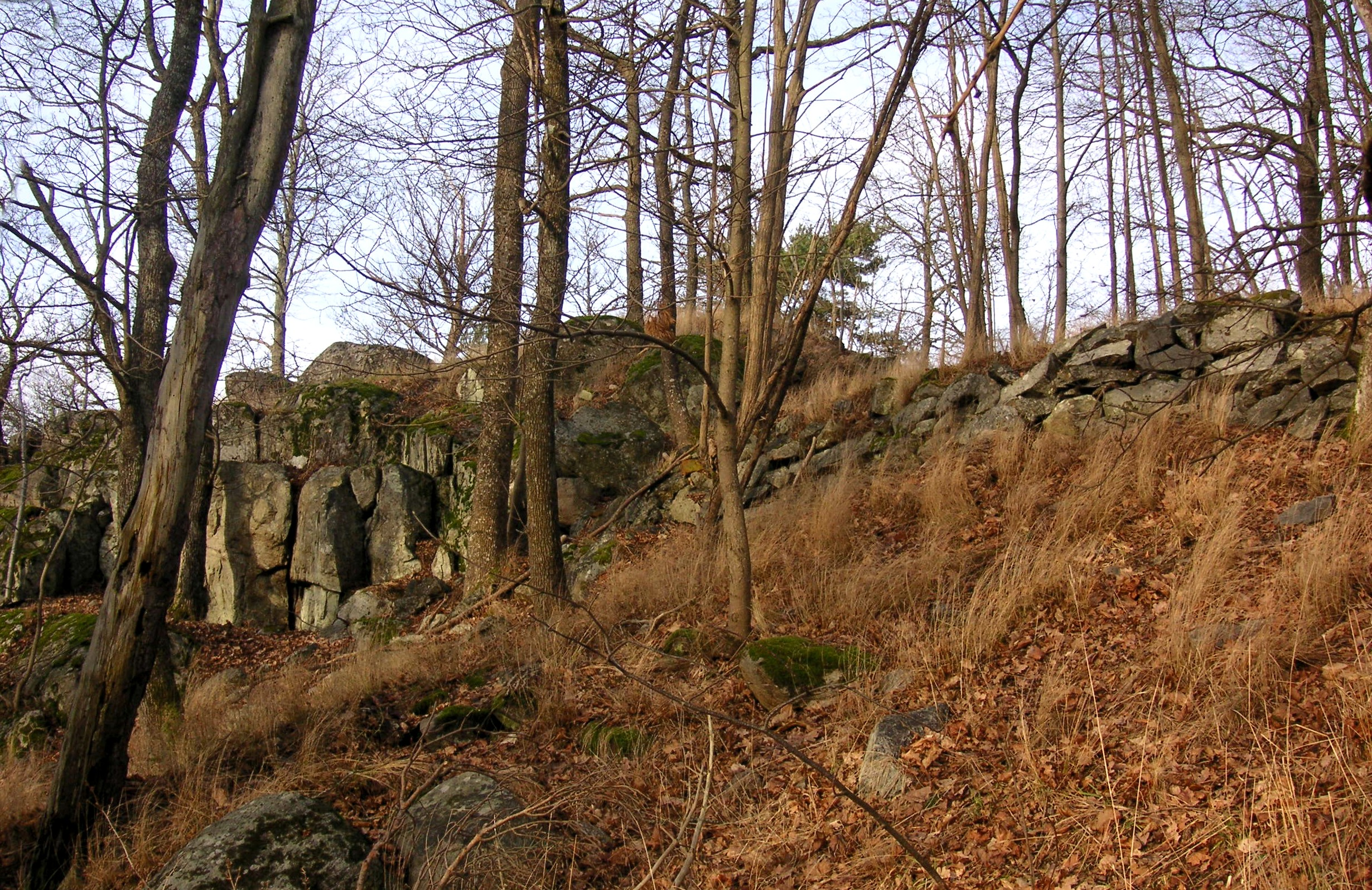
Hundhamra fornborg i Botkyrka kommun

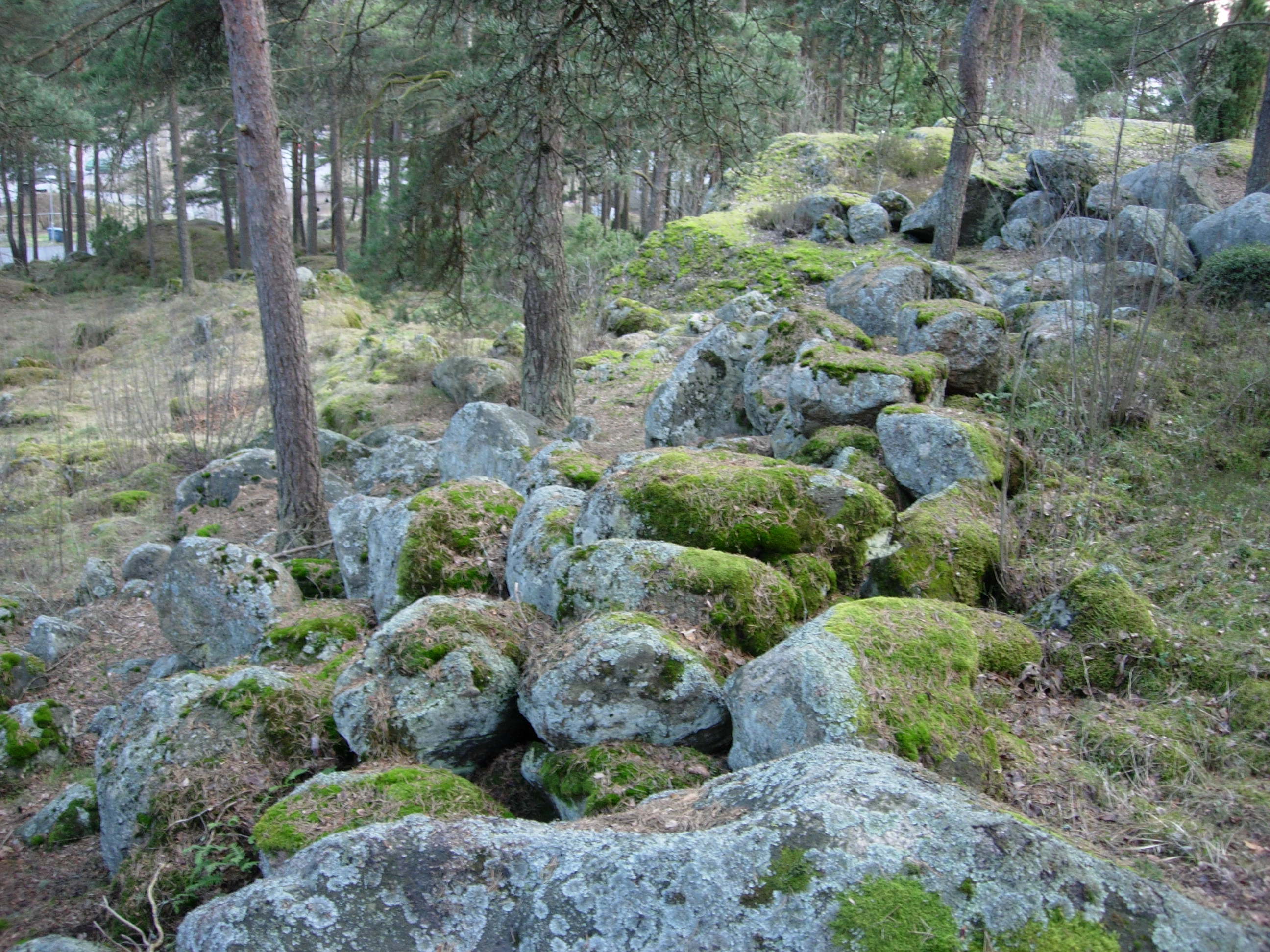
Rester av mur, Linnasmäki fornborg i Åbo

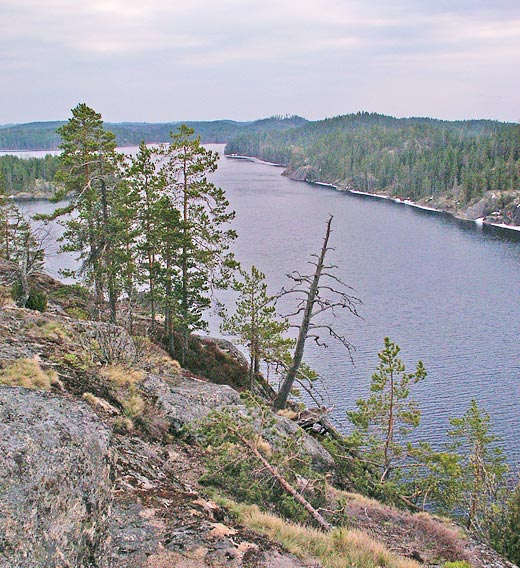
Vy från Linnavuori i Sulkava

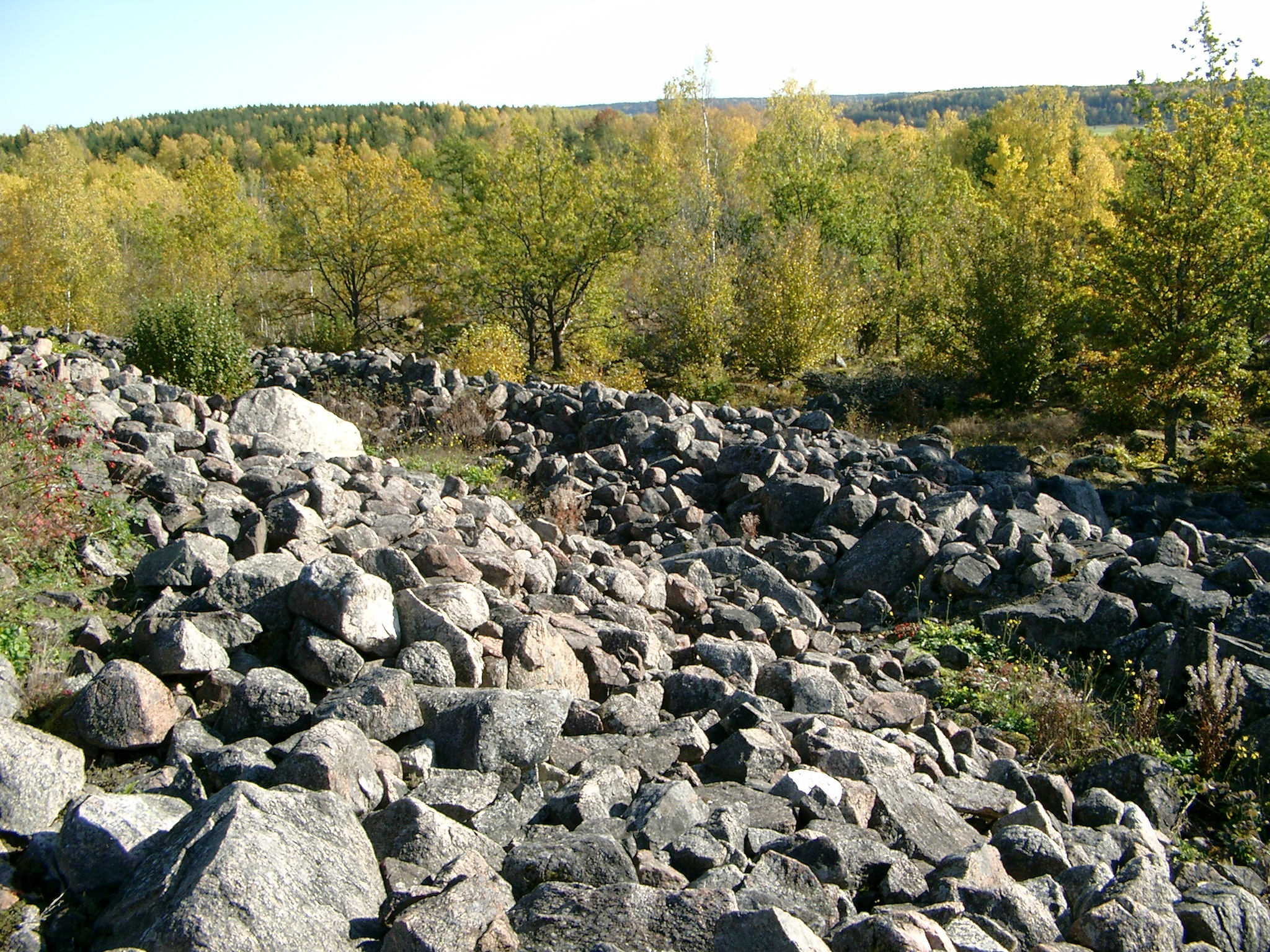
Broborg, Knivsta kommun, med två vallar.

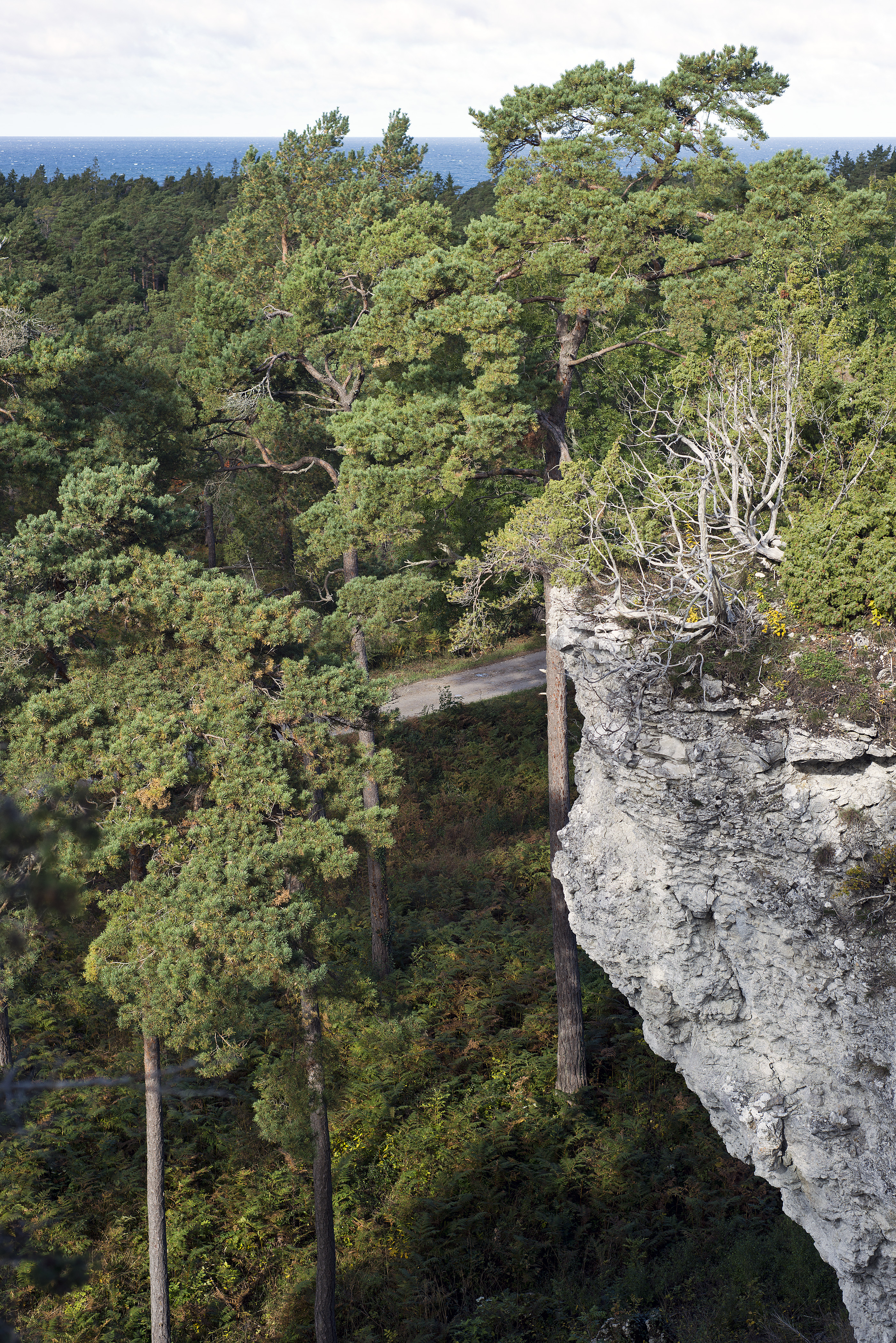
Utsikt från fornborg vid Ire, Gotland

## Som fornlämning
De flesta av fornborgarna är högt belägna i bergig terräng och avgränsas med branta stup på en eller flera sidor, medan de mer åtkomliga sidorna fått kallmurade stenvallar som kan ha varit förstärkta med träpalissader. Ibland finns inom borgens perimeter lämningar efter husgrunder. I vallarna syns i regel tydliga öppningar som varit portar. Om de ligger utmed viktiga farleder, vägar och vattendrag har de sannolikt fungerat som bevakningsvärn och försvarsanläggningar. Dessa strategiskt mer välplacerade borgar har varit uppbyggda med kraftigare vallar och har fungerat som befästa skansar. Borgar som däremot varit svagt befästa och ligger isolerade har troligen varit tillflyktsorter i krig och orostider och vissa har även haft inslag av kult. Fornborgar förekommer även i plan terräng och har då en rundad form, som till exempel på Öland och Gotland. Dessa har varit permanent bebodda bygdeborgar med byggnader och indelade kvarter.
Fornborgar ersattes under medeltiden av borgar som i sin tur ersattes under 1500-talet av fästningar och skansar.

## Datering och spridning
Nordiska fornborgar antas ha varit i bruk från Kristi födelse till vikingatid. Ett fåtal fornborgar har även använts under medeltiden, vilket bekräftats av källbelagda rapporter (Arvidi 1668). Kulmen i borgbyggandet kom under den oroliga folkvandringstiden, 400–550 e. Kr. 
I Sverige finns drygt 1200 registrerade fornborgar i fornminnesregistret, merparten ligger i mälarlandskapen. I Södermanland finns 350, Uppland 170 och Östergötland 140. Vidare finns det 115 registrerade fornborgar i Bohuslän och omkring 80 i Småland och på Gotland.
Inom Finlands gränser finns 70–90 fornborgar, de flesta på Åland, i Egentliga Finland, Nyland, Tavastland – några få i Satakunda och Savolax. Därtill kommer ett tiotal fornborgar i Ladoga-Karelen. Södra Österbotten saknar fornborgar. Fornborgarna i Finland påminner mycket om de som förekommer i Sverige, men uppvisar även en del östbaltiska drag. De består av branta och svårtillgängliga berg, vilka på en eller flera lättillgängliga sidor befästs med vallar av sten kompletterade med palissader eller andra träkonstruktioner.
Också i Norge och i de baltiska staterna finns fornborgar. Danmark däremot saknar försvarsborgar, kanske deras värn varit uppbyggda av trä istället för av sten som i övriga Norden och därför gått förlorade. Samma torde vara fallet för södra Sverige, till exempel Skåne har enbart tre registrerade fornborgar i fornminnesregistret.

## Fornborgarnas funktioner
I den traditionella historieskrivningen har fornborgarna ansetts ha följande funktioner:
- Tillflykt, det vill säga som en tillfällig hemvist dit den kringboende befolkningen flydde i orostider.
- Försvar, med eller utan permanent boende, en fast försvarspunkt som krävde kontinuerliga arbetsinsatser och större underhåll.
- Bevakningspostering, farledsborg, utmed en transportled i syfte att skydda eller beskatta handel och resande.
- Härläger, som en truppförläggning efter romersk modell.

En speciell variant av forntida försvarsanläggning var försvarsvallen, en befäst vall eller palissad avsedd att hålla inkräktare ute från ett område. I Danmark finns av denna typ Danavirke, i Sverige Götavirke.

### Nutida tolkning
Modernare forskning har ställt sig tveksam till att tolka fornborgarna som i huvudsak militära anläggningar. Borgarnas topografiska placeringar skiljer sig starkt åt mellan olika platser, därför är det tveksamt om alla dessa fyndplatser ska sammanföras under det gemensamma begreppet "fornborg". En alternativ benämning som lanserats av arkeologen Michael Olausson är det mer neutrala "vallanläggningar". Olausson har i sin avhandling "Det inneslutna rummet" kommit fram till att av Upplands cirka 150 "fornborgar" är det endast ungefär en tredjedel som gör skäl för att kallas fornborgar, det vill säga befästa anläggningar. Resterande som Riksantikvarieämbetet ansett vara fornborgar består alltså av olika typer av vallanläggningar och inhägnader.